# Honda MT-5
Honda MT-5 är en populär 4-växlad moped som tillverkades av Honda mellan 1982 och 2000. Den drivs av bensin och dess bensintank rymmer 6,8 liter, varav 1 liter reserv, och den har en separat oljetank. Modellen tillverkades i ett antal olika färgkombinationer till exempel svart/gul, vit/blå, röd/vit, svart/röd och gul/blå, och den så kallade "jubileumsmodellen" med färgen röd/blå.

## Trimning och styling

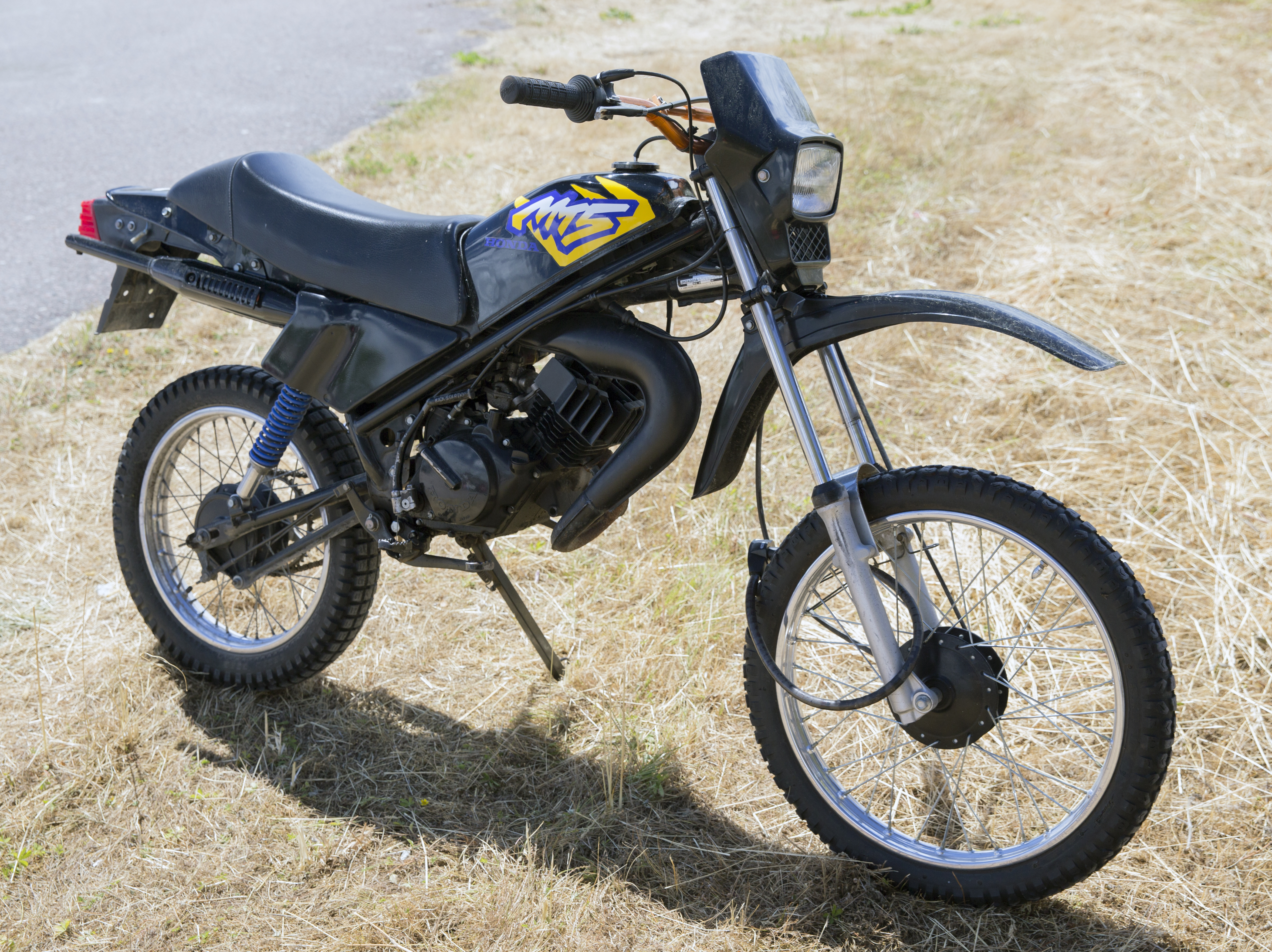
1996 Honda MT-5

Det finns många stylingdetaljer till MT-5, till exempel Paris-dakarkåpor, höjningsatser, lykta med dubbla insatser, byta framskärm och ta bort blinkers.

## Specifikationer
- Motor: AD01E
- Cylindervolym: 49,9 cm3
- Slaglängd: 41,4 mm
- Förgasare: Keihin 13 mm
- Drevning: 12/45
- Bromsar: Trumbroms fram + bak
- Tändning: CDI
- Växlar: 4 (finns också 5-växlade)
- Batteri: 6 V 4 Ah
- Tankvolym: 6,8 + 1 l reserv
- Däck fram: 2,50 19"
- Däck bak: 3,00 16"
- Hjulbas: 1245 mm
- Längd: 194,5 cm
- Bredd: 78,0 cm
- Höjd: 110,5 cm
- Sitthöjd: 81,0 cm
- Axelavstånd: 124,5 cm
- Torrvikt: 82 kg
- Högsta belastning: 120 kg